# Transmissió en paral·lel

Transmissió de dades en sèrie i en paral·lel de 01001011 ₂. La seqüència de bits estàndard és el primer bit menys significatiu (D _{0} a D _{7} en ordre creixent). D _{0} es rep primer per transmissió en sèrie. Tots els bits es reben simultàniament mitjançant transmissió en paral·lel.

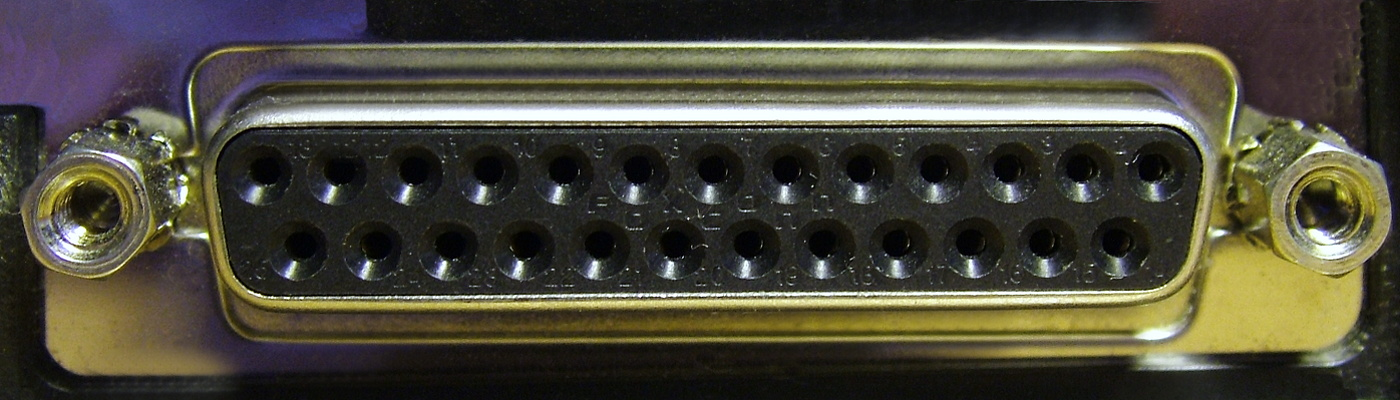
Port paral·lel (femella).

La transmissió en paral·lel consisteix a transmetre informacions sense haver-les tallades prèviament en diversos trossos. S'oposa a les transmissions en sèrie, en les quals les dades que s'han de comunicar han de ser tallades abans de ser enviades, puix que hi ha menys línies de comunicació disponibles que bits necessaris per a transmetre la informació.
Una sèrie de problemes sorgeixen amb la transmissió d'un gran nombre de bits en paral·lel, com diafonia o dessincronització, fet que pot conduir a preferir la comunicació en sèrie.
A la mateixa freqüència, la comunicació en paral·lel té un major rendiment. La comunicació en sèrie compensa aquesta debilitat per una freqüència més elevada.

## Exemples de protocols de comunicació en paral·lel
- PCI
- AGP
- IEEE 1284
- Port paral·lel